# Sambubioza
Sambubioza – organiczny związek chemiczny z grupy disacharydów składający się z reszty ksylulozy i glukozy, będący składnikiem glikozydów występujących w roślinach. Glikozydy cyjanidyny, 3-sambubiozyd i 3-sambubiozydo-5-glukozyd wyizolowano z Sambucus nigra. Pochodne 3-sambubiozydo-5-glukozydu są barwnikami obecnymi w kwiatach rodziny Cruciferae.